# While She Sleeps
While She Sleeps ist eine britische Metalcore-Band aus Sheffield. Die Gruppe steht derzeit bei Shock Records (Australien), Good Fight Music (Vereinigte Staaten) und Search and Destroy Records (Vereinigtes Königreich) unter Vertrag. Durch die Veröffentlichung der Debüt-EP „The North Stands for Nothing“, welche mehrfach neu aufgelegt wurde, konnte die Gruppe große Aufmerksamkeit im Heimatland erringen.
While She Sleeps spielten bereits auf Rock am Ring, Rock im Park, dem Sonisphere Festival und dem Download-Festival. Im Jahr 2012 konnte die Gruppe bei den Kerrang! Awards in der Kategorie „Best British Newcomer“ gewinnen und war in der Kategorie „Breakthrough Artist“ bei den Metal Hammer Golden Gods Awards nominiert. Das Debütalbum „This Is the Six“ wurde im August veröffentlicht und stieg auf Anhieb in die Top 40 der UK-Charts.

## Geschichte

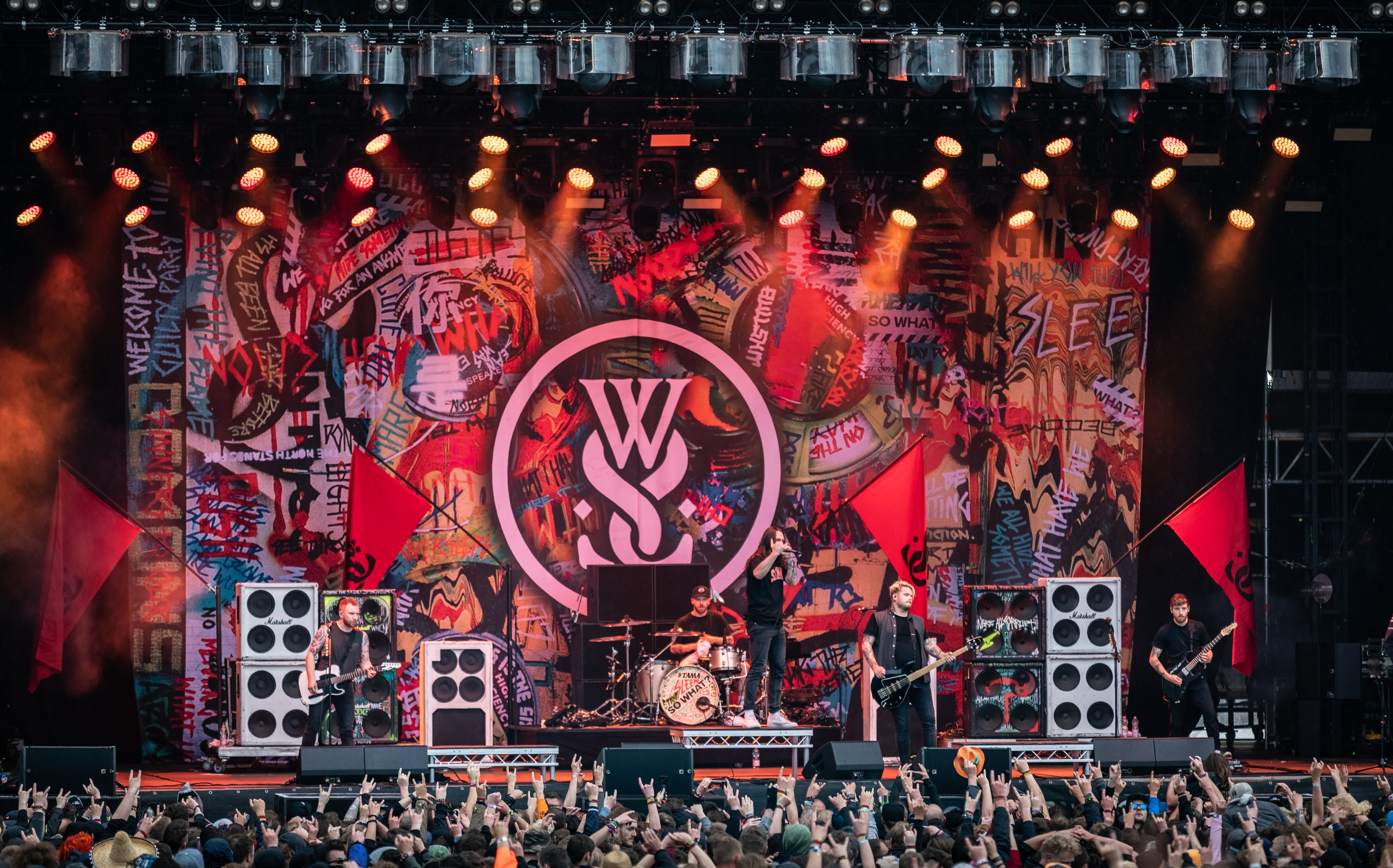
While She Sleeps live bei Rock am Ring (2019)

### Gründung undThe North Stands for Nothing(2006–2011)
Gegründet wurde die Gruppe While She Sleeps im Jahr 2006 von Sänger Jordan Widdowson, Schlagzeuger Adam Savage, Bassist Aaran McKanzie, sowie den Gitarristen Sean Long und Mat Welsh. Die Musiker spielten zuvor in mehreren Bands. Im Jahr 2009 beschlossen die Musiker sich, nachdem sie bereits mehrere Shows gespielt hatten, komplett auf die Band zu konzentrieren. Zu diesem Zeitpunkt verließ Widdowson die Gruppe aufgrund von Arbeitsschwierigkeiten. Nachdem die Gruppe in Lawrence Taylor einen neuen Sänger gefunden hatte, begann die Gruppe mit den Arbeiten an der EP „The North Stands for Nothing“. Vom Ende des Jahres 2009 bis 2010 tourte die Gruppe im Vereinigten Königreich. 2010 spielte While She Sleeps erstmals auf dem Sonisphere Festival. Im Oktober unterschrieb die Gruppe bei Good Fight Music, welche Artikel der Band in den Vereinigten Staaten vertreiben.
Die Gruppe veröffentlichte im Juli 2010 mit „The North Stands for Nothing“ die Debüt-EP, die über Small Town Records (u. a. Fei Comodo) und Good Fight Music (u. a. Madball, Funeral for a Friend, This or the Apocalypse, The Chariot und Fit for an Autopsy) produziert und vertrieben wurde. In den USA erschien die EP am 23. November 2010, in Japan am 22. Dezember 2010 via Doom Patrol. Ein Re-Release in den USA erfolgte am 26. Juli 2011. In Australien wurde die EP über Shock Records am 9. Dezember 2011 veröffentlicht. Small Town Records veröffentlichte am 20. Februar 2012 die EP als Schallplatte.
Durch die Veröffentlichung der EP und der ausgeprägten Tourneen durch das Vereinigte Königreich erhielt die Gruppe Aufmerksamkeit in den nationalen Medien und von diversen Musiklabel. Am 15. Februar 2011 spielte die Gruppe einen Gig in den Maida Vale Studios für BBC Radio 1. Am 15. März 2011 erschien die Non-Album-Single „Be(lie)ve“ über Good Fight Music. Am 4. Mai war die Gruppe Opener für Bring Me the Horizon und Parkway Drive in der O2 Academy in Sheffield. Die Gruppe wurde von Bring Me the Horizon eingeladen als Supportband auf der US-Tour zu spielen. Die Gruppe musste aufgrund von Einreiseproblemen diese jedoch absagen. Im Oktober 2011 spielte die Gruppe ihre erste Headliner-Tour durch das Vereinigte Königreich und Europa mit Bury Tomorrow und Feed the Rhino. While She Sleeps tourten bereits mit Adept, Shadows Chasing Ghosts, Fei Comodo, Betraying the Martyrs und Upon This Dawning. 2011 spielte die Gruppe auf dem Sonisphere Festival.

### This Is the Six(2011–2013)
Im November 2011 begann die Gruppe gemeinsam mit dem Produzenten Carl Brown an ihrem Debütalbum zu arbeiten. Das Schlagzeug wurde in den Chapel Studios in Lincolnshire aufgenommen. Die restlichen Arbeiten fanden in den Treehouse Studios in Chesterfield statt. Nachdem die Aufnahmearbeiten beendet waren, spielte die Gruppe im Februar 2012 auf der „Kerrang! Tour“ gemeinsam mit Sum 41, New Found Glory, The Blackout und letlive. Im März 2012 wurde bekannt, dass das Debütalbum über Search and Destroy Records veröffentlicht werden soll. Im April gab das britische Magazin Kerrang! bekannt, dass das Album, welches This Is the Six heißen sollte, im August 2012 erscheinen würde. Bereits im Mai 2012 erschien mit This Is the Six die gleichnamige, erste Singleauskopplung.
Die Gruppe spielte Mitte 2012 bei Rock am Ring (Nürburgring) und Rock im Park (Nürnberg). Auch spielte die Gruppe auf dem Download-Festival. Im selben Monat gewann While She Sleeps bei den Kerrang! Awards in der Kategorie „Best British Newcomer“. Auch war die Band für die Metal Hammer Golden Gods Awards in der Kategorie „Breakthrough Artist“ nominiert. In dieser Kategorie gewann die Band Ghost.
Im Juli und August tourte die Gruppe mit House vs Hurricane erstmals durch Australien. Es folgte eine Europa-Tour im September und Oktober 2012, wo die Gruppe gemeinsam mit Bleed from Within und Crossfaith durch das Vereinigte Königreich tourte. Mitte 2013 wurde bekannt, dass While She Sleeps auf der Warped Tour spielen würden.

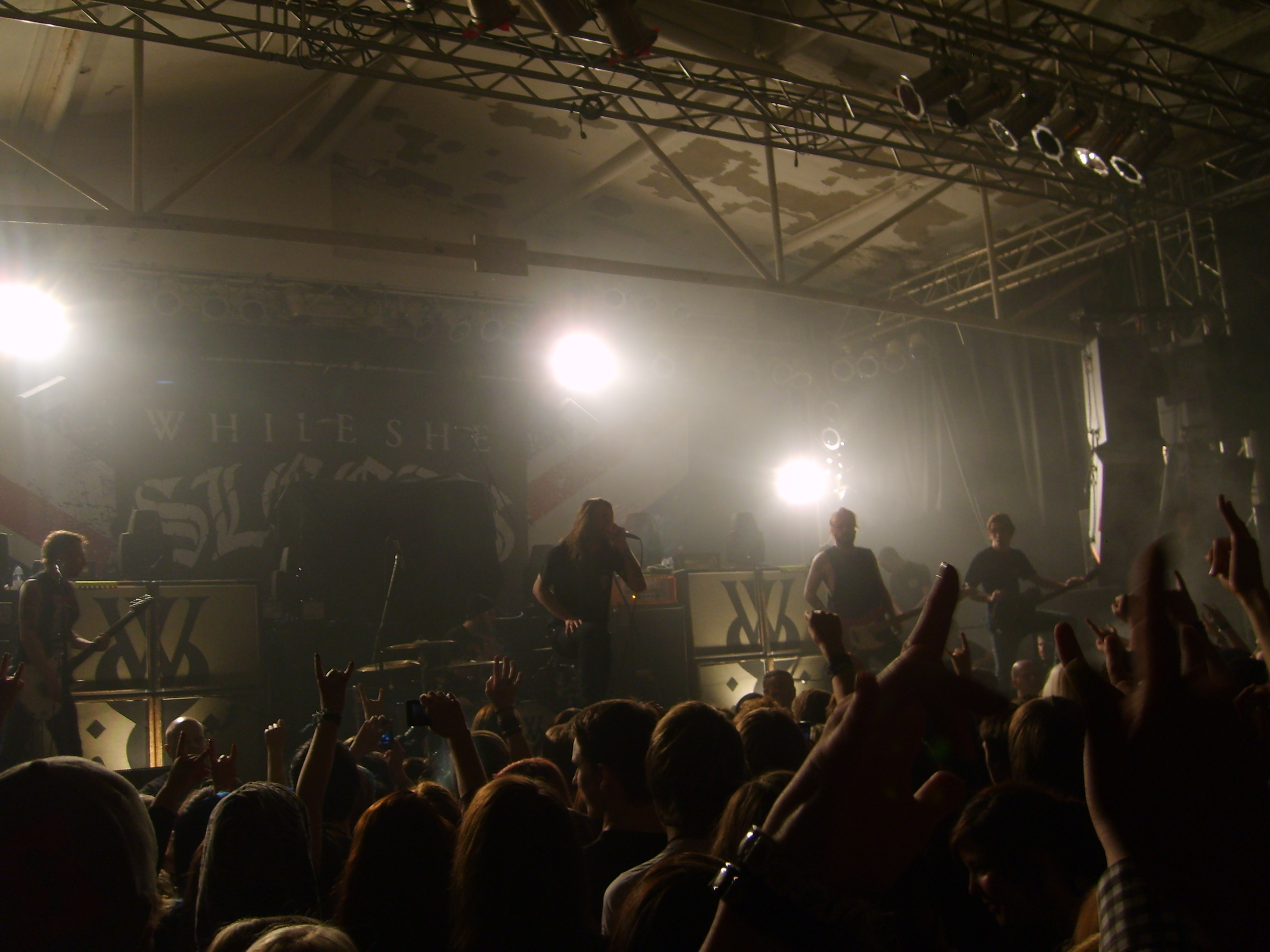
While She Sleeps bei einem Auftritt in der Essigfabrik, Köln am 7. Februar 2013

Im Januar und Februar tourten While She Sleeps als „Special Guest“ mit Betraying the Martyrs, Motionless in White und Asking Alexandria durch Europa. Diese Konzertreise führte durch das Vereinigte Königreich, Deutschland, Belgien, Dänemark, Schweden, die Tschechische Republik, Österreich, Luxemburg, die Niederlande, Italien und die Schweiz. Im Februar und März folgte ein Auftritt auf dem Soundwave Festival in Australien. Direkt im Anschluss war die Band Vorgruppe für Parkway Drive auf deren Tour, die durch die USA und Kanada führte. Auf vereinzelten Shows traten außerdem Veil of Maya und The Word Alive als Support auf. Es folgte eine kurze Tournee durch das Vereinigte Königreich. Es folgte der Auftritt auf der Warped Tour, bei der die Gruppe an jedem Konzert in den USA und Kanada teilnahm. Die Musiker gaben noch während der Warped Tour bekannt, dass die Gruppe an dem Nachfolger von This is the Six arbeiten.

### Brainwashed(2013)

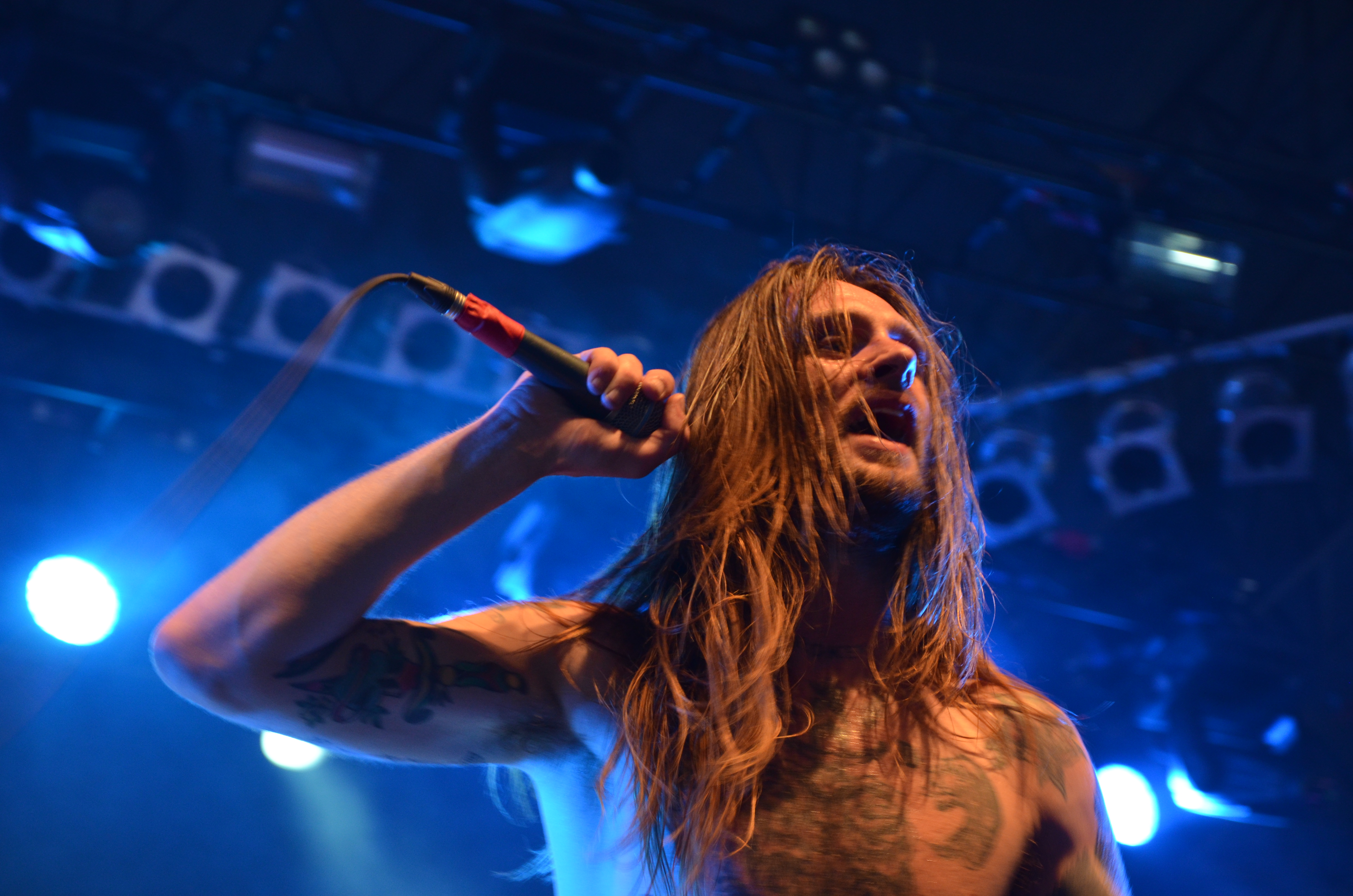
Loz Taylor spielt im Alternatent bei Rock am Ring in Mendig, 2015.

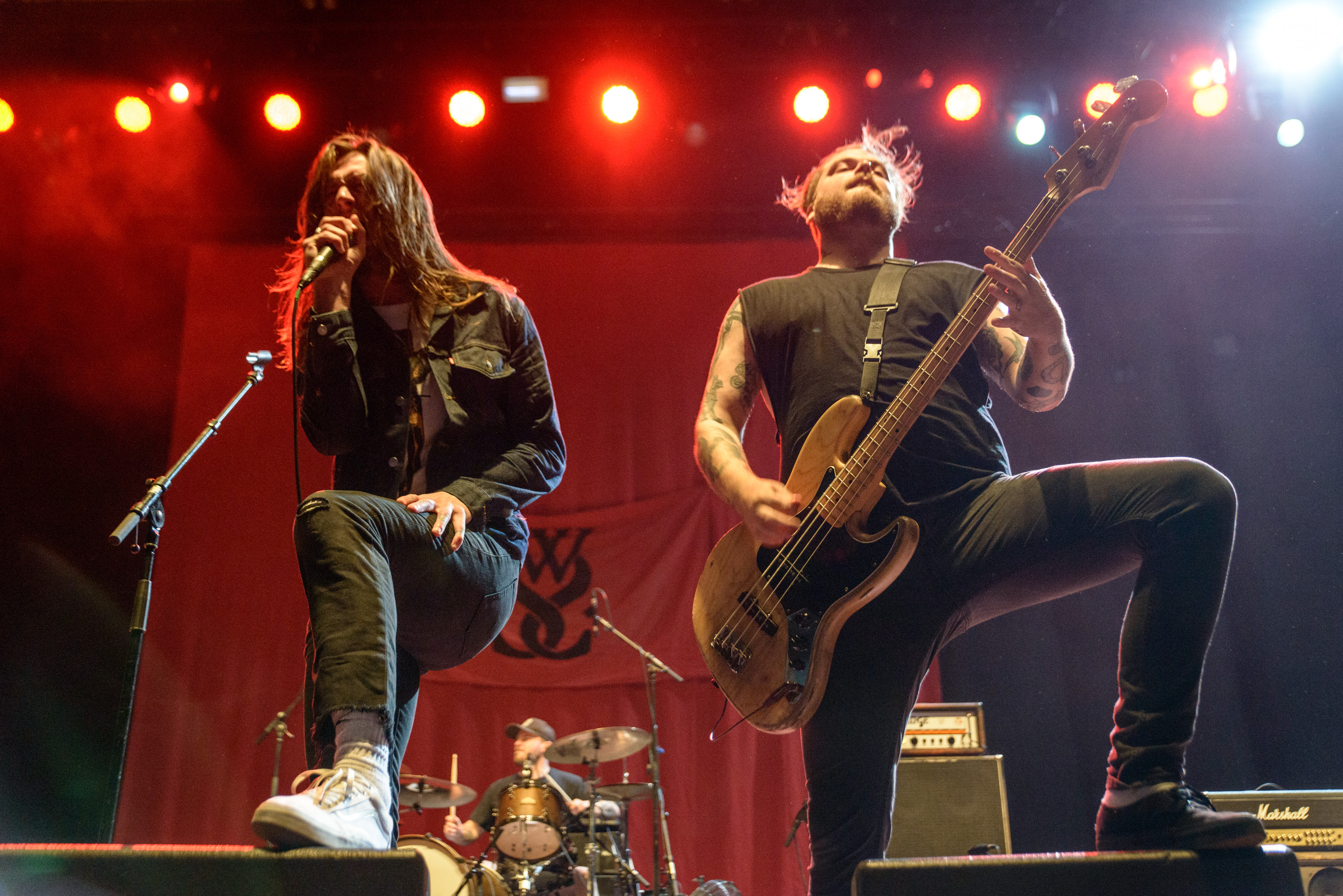
While She Sleeps beim Rock Im Park 2016

Aaran McKenzie und Lawrence Taylor gaben in einem Interview vom 8. Juli 2013 bekannt, dass die Gruppe an Material für ihr zweites Studioalbum arbeiten. Zu diesem Zeitpunkt spielte die Gruppe im Rahmen der Warped Tour ihre zweite Tournee in Nordamerika. Abseits der Tournee, so die beiden Musiker, schreiben die Gruppe an neuen Stücken. Die Musiker planten, wenige Wochen nach Ende der Warped Tour das Studio zu beziehen.
Im Februar und März 2014 sollte die Gruppe gemeinsam mit Callejon als Vorband für Bullet for My Valentine eine Europatournee spielen, die durch die Niederlande, Luxemburg, Frankreich, Österreich, Belgien, Deutschland, in der Schweiz, Polen, Tschechien, Norwegen, Schweden, Finnland und Russland führen sollte. Aufgrund von Problemen an den Stimmbändern des Sängers nach einer Operation, mussten sie die Tour allerdings absagen, wie sie über ein Video auf ihrer Facebook-Seite bekannt gaben. Trotz des zwischenzeitlichen Ausscheidens des Sängers liefen die Arbeiten an dem neuen Album auf Hochtouren. Die Gruppe gab ihr erstes Konzert nach der Operation an den Stimmbändern des Sängers im Juni 2014 auf dem Download-Festival. Am 27. September 2014 startete die Band mit Wovenwar eine Europatournee als Vorband für In Flames im polnischen Krakau. Diese Tournee endet nach 30 Konzerten in 17 Staaten am 8. November 2014 im Skandinavium in Göteborg. Außerdem wurden Papa Roach als weitere Band zur Tournee eingeladen.
Am 27. Oktober 2014 veröffentlichte die Band das Musikvideo zum Lied New World Torture. Mit diesem kündigte die Gruppe ihr zweites Studioalbum an, das Brainwashed heißt und am 23. März 2015 über Search and Destroy und Sony Music Entertainment veröffentlicht werden wird. Zudem wird die Gruppe zwischen 22. und 30. April 2015 mit den Cancer Bats durch das Vereinigte Königreich touren.

### You Are We(2017)
Im April 2017 veröffentlichten While She Sleeps ihr viertes Album, es trägt den Titel „You Are We“ wurde über Nuclear Blast / Arising Empire vertrieben und über die Fans der Band per Crowdfunding vorfinanziert. Getreu dem Albumtitel, konnten die Fans handgemachte Utensilien, Besuche im bandeigenen Lagerhaus oder Mitwirkung an Plattenaufnahme oder Videodrehs kaufen. Für das Album erschienen noch vor der eigentlichen Veröffentlichung vier Videos, eines davon zum Song „Silence Speaks“, welches einen Gastbeitrag von Oliver Sykes, dem Sänger der englischen Metalcoreband Bring Me the Horizon enthält. Nadine Schmidt vom Onlinemagazin metal.de bezeichnet die Musik in ihrer Review als "nicht mehr ganz so naiv, aber bärenstark" und attestierte der Band, „dass jeder einzelne Musiker stark an sich gearbeitet und seinen eigenen Stil für die Band gefunden und optimiert hat.“

## Musikstil
While She Sleeps spielen die klassische Variante des Metalcore und werden häufig mit anderen bekannten Vertretern des Genres wie Bring Me the Horizon, Architects und Cancer Bats verglichen. Die Musiker selbst zählen Thrice, Underoath, Alexisonfire, Slipknot, Foo Fighters, Comeback Kid, Refused, Marilyn Manson und Gallows als musikalische Einflüsse von While She Sleeps auf.
Neben der für die Metalcore-typischen Instrumentalisierung ist die Gruppe dafür bekannt melodische Gitarrenriffs und Pianostücke in den Songs einzubauen. Dies lässt den Sound der Musik von While She Sleeps progressiv wirken.

## Diskografie

### Studioalben
| Jahr | Titel Musiklabel                           | Höchstplatzierung, Gesamtwochen, AuszeichnungChartplatzierungen (Jahr, Titel, Musiklabel, Platzierungen, Wochen, Auszeichnungen, Anmerkungen) | Höchstplatzierung, Gesamtwochen, AuszeichnungChartplatzierungen (Jahr, Titel, Musiklabel, Platzierungen, Wochen, Auszeichnungen, Anmerkungen) | Höchstplatzierung, Gesamtwochen, AuszeichnungChartplatzierungen (Jahr, Titel, Musiklabel, Platzierungen, Wochen, Auszeichnungen, Anmerkungen) | Höchstplatzierung, Gesamtwochen, AuszeichnungChartplatzierungen (Jahr, Titel, Musiklabel, Platzierungen, Wochen, Auszeichnungen, Anmerkungen) | Anmerkungen                           |
| Jahr | Titel Musiklabel                           | DE | AT | CH | UK | Anmerkungen                           |
| ---- | ------------------------------------------ | --- | --- | --- | --- | ------------------------------------- |
| 2012 | This Is the Six Search and Destroy Records | — | — | — | UK27 (1 Wo.)UK | Erstveröffentlichung: 13. August 2012 |
| 2015 | Brainwashed Search and Destroy Records     | DE93 (1 Wo.)DE | — | — | UK29 (1 Wo.)UK | Erstveröffentlichung: 23. März 2015   |
| 2017 | You Are We Arising Empire                  | DE15 (2 Wo.)DE | AT16 (1 Wo.)AT | CH31 (1 Wo.)CH | UK8 (1 Wo.)UK | Erstveröffentlichung: 21. April 2017  |
| 2019 | So What? Spinefarm Records                 | DE8 (1 Wo.)DE | AT14 (1 Wo.)AT | CH22 (1 Wo.)CH | UK21 (1 Wo.)UK | Erstveröffentlichung: 1. März 2019    |
| 2021 | Sleeps Society Sleep Brothers              | DE13 (1 Wo.)DE | AT11 (1 Wo.)AT | CH22 (1 Wo.)CH | UK59 (1 Wo.)UK | Erstveröffentlichung: 16. April 2021  |
| 2024 | Self Hell Sleep Brothers                   | DE27 (1 Wo.)DE | AT40 (1 Wo.)AT | CH49 (1 Wo.)CH | UK51 (1 Wo.)UK | Erstveröffentlichung: 29. März 2024   |

### EPs
- 2006: And This Is Just the Start
- 2009: Split
- 2010: The North Stands for Nothing

### Singles
- 2011: Believe
- 2012: This Is the Six
- 2012: Dead Behind the Eyes
- 2012: Seven Hills
- 2014: New World Torture
- 2014: Four Walls
- 2015: Trophies of Violence
- 2015: Our Legacy
- 2015: Brainwashed
- 2016: Civil Isolation
- 2016: Hurricane
- 2017: You Are We
- 2017: Silence Speaks
- 2017: Feel
- 2017: Empire of Silence
- 2017: Steal the Sun
- 2018: Anti-Social
- 2018: Haunt Me
- 2019: The Guilty Party
- 2019: Elephant
- 2020: Sleeps Society
- 2021: You Are All You Need
- 2021: Nervous
- 2022: Eye to Eye
- 2023: Self Hell
- 2023: Down
- 2024: To the Flowers
- 2024: Leave Me Alone

## Auszeichnungen
Kerrang! Awards
- 2012: Best British Newcomer (gewonnen)
- 2019: Best Song (nominiert)[42]

Metal Hammer Golden Gods Awards
- 2012: Breakthrough Artist (nominiert)

Metal Hammer Awards
- 2012: Bestes Debütalbum (gewonnen, für This Is the Six)